# Allium jepsonii
Allium jepsonii — вид трав'янистих рослин родини амарилісові (Amaryllidaceae), ендемік північно-центральної Каліфорнії, США.

## Опис
Цибулин 1–2, від яйцюватих до субкулястих, 1.5–2.5 × 1–2 см; зовнішні оболонки містять 1 цибулину, сіро-коричневі, перетинчасті; внутрішні оболонки світло-коричневі або білі. Листки стійкі, в'януть від кінчика в період цвітіння, 1; листові пластини циліндричні, 22–42 см × 1–4 мм. Стеблина стійка, поодинока, прямостійна, циліндрична, 25–37 см × 1–3 мм. Зонтик стійкий, прямостійний, ± компактний, 20–60-квітковий, півсферичний, цибулинки невідомі. Квіти дзвоноподібні, 7–8.5 мм; листочки оцвітини прямостійні, білі, рожеві біля темно-рожевих серединних жилок, яйцювато-еліптичні, ± рівні, верхівки від гострих до шпилястих. Пиляки жовті; пилок жовтий. Насіннєвий покрив тьмяний або блискучий. 2n = 14.
Період цвітіння: кінець травня — початок липня.

## Поширення
Ендемік північно-центральної Каліфорнії, США.
Населяє глинисті ґрунти, включаючи серпантин, під охороною; 300–600 м.